# Dong Haichuan
Dong Haichuan (chinois : 董海川), né Dong Mingkui (董明魁) le 13 octobre 1797 sur le xian de Wen'an, à Langfang, province du Hebei, et décédé le 25 octobre 1882 à Pékin, est le créateur du Ba Gua Zhang (paume des huit trigrammes).